# 甘伟光
甘伟光（1921年—1993年），男，祖籍广东中山翠亨村，生于秘鲁，中华人民共和国政治人物。首任珠海市革命委员会主任，珠海市人大常委会主任。

## 生平
1921年9月23日出生在秘鲁，是爱國华侨子弟。1940年代参加对侵华日军的抗战。1946年代初，甘伟光私人出资与志同道合者在英属香港创立“香岛中学”（校名系由时任学校客座教员的中国名人郭沫若所提写）并在学校兼任教职和主要管理的工作，为港澳台地区和新中国培养储备政经人材。该校学生中较著名的人物有中国人大副委员长成思危。同一时期，甘伟光活跃于中国大陆和港、澳等地区的社会活动，在当地教育、工商和劳工界享负盛名。
抗日胜利后，他又以家财租购香港钻石山矿山，用以安置中共撤港休整部队使其安渡至解放战争。中共取得大陆政权后，甘伟光将全部产业和学校股权赠予中共的党组织，携家人返回大陆地区新政府任职服务人民；其间又在新会县组织创立并立办了中国首间农村大学新会劳动大学（该校名为国务院总理周恩来题写），培养了大批社会建设和政治人材。甘伟光主政期间的新会县是中国国内的示范典型，也是当时国家向国际社会展示基层社会成功面貌的唯一窗口，前往当地参观考察、学习的知名人士、社会团体等常年不绝。